# 勒內·格魯塞

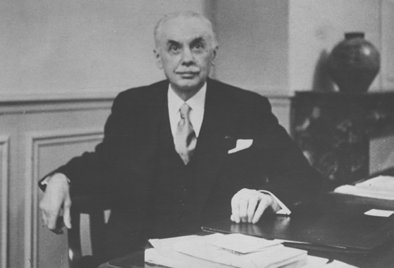
勒内·格魯塞

勒内·格魯塞（法語：René Grousset；1885年9月5日—1952年9月12日），法國歷史學家，以研究中亚和远东著名。其代表作为《草原帝国》（L'Empire des Steppes）。
格魯塞生於法國加尔省欧拜，畢業於蒙彼利埃大學歷史系。其后长期就职于法国美术部，一战时曾短暂从军。1925年出任吉美国立亚洲艺术博物馆助理监管人及雜誌《亞洲學報》的秘書。1933年任切努斯基博物馆（Musée Cernuschi）馆长及其亞洲藝術藏品的負責人。
1930年代，格魯塞發表了他最重要的兩部著作：《十字军东征史》（Histoire des Croisades，1934-36年）和《草原帝国》（1939年）。二战期间，他被维希法国政府解职，但仍秘密繼續研究工作，在戰爭期間出版了三本有關中國和蒙古的作品。
战后，他被重新任命为塞努奇博物馆馆长兼吉美国立亚洲艺术博物馆监管人。1946年，格鲁塞当选为法兰西学院院士。1946至49年間出版了四部最後的作品，主題圍繞小亞細亞和近東。1952年病逝于巴黎。

## 作品
- 《亚洲历史》 Histoirqe de l'Asie
- 《亚洲的觉醒》 Le Réveil de l'Asie
- 《中国历史》 Histoire de la Chine
- 《中国及其艺术》 La Chine et son art
- 《印度哲学史》 Philosophies indiennes
- 《蒙古帝国史》 L'Empire mongol
- 《草原帝国》 L'Empire des steppes
- 《日出帝国》 L'Empire du Levant
- 《远东历史》 Histoire de l'Extrême-Orient
- 《东方文明》 Les Civilisations de l'Orient
- 《十字军东征史与耶路撒冷的法兰克王国》 Histoire des croisades et du royaume franc de Jérusalem
- 《亚美尼亚历史》 Histoire d'Arménie
- 《历史总结》 Bilan de l'Histoire